# Mullhyttan
Mullhyttan är en tätort i Lekebergs kommun i Örebro län, belägen vid foten av södra Kilsbergen, i Västernärke. Mullhyttan kallas ofta "Porten till de blå bergen".

## Historia
Mullhyttan är beläget i Kvistbro socken och ingick efter kommunreformen 1862 i Kvistbro landskommun. I denna inrättades för orten 4 juni 1943 Mullhyttans municipalsamhälle. Landskommunen och orten uppgick 1952 i Svartå landskommun där municipalsamhället upplöstes 31 december 1958. Orten ingick 1967–1970 i Lekebergs landskommun, åren 1971–1994 i Örebro kommun och från 1 januari 1995 ingår Mullhyttan i Lekebergs kommun.
I början av 1970-talet ledde Postens plan att avskaffa Mullhyttan som postadress till protester, som kulminerade med grundandet 1973 av Mullhyttans Bygdeförening. För stödet av landsbygden fick föreningen några år senare Expressens miljöpris. Bygdeföreningen arrangerar den årliga Mullhyttemarken tredje helgen efter midsommar.
Strax söder om Mullhyttan ligger högmossen Skagerhultsmossen. Mossen är ett naturreservat sedan 1982. Dryga 6 kilometer nordväst om samhället ligger sjön Multen, med flera olika badplatser bland annat NF Bergslagens Solsport nakenbad Trumön. Föreningarna Mullhyttans IF och Mullhyttans bygdeförening bedriver en bred verksamhet på orten. 

### Befolkningsutveckling
| Befolkningsutvecklingen i Mullhyttan 1960–2020 | Befolkningsutvecklingen i Mullhyttan 1960–2020 | Befolkningsutvecklingen i Mullhyttan 1960–2020 | Befolkningsutvecklingen i Mullhyttan 1960–2020 | Befolkningsutvecklingen i Mullhyttan 1960–2020 |
| ---------------------------------------------- | ---------------------------------------------- | ---------------------------------------------- | ---------------------------------------------- | ---------------------------------------------- |
|                                                |                                                |                                                |                                                |                                                |
| År                                             |                                                |                                                | Folkmängd                                      | Areal (ha)                                     |
| 1960                                           | 1960                                           |                                                | 535                                            |                                                |
| 1965                                           | 1965                                           |                                                | 453                                            |                                                |
| 1970                                           | 1970                                           |                                                | 508                                            |                                                |
| 1975                                           | 1975                                           |                                                | 521                                            |                                                |
| 1980                                           | 1980                                           |                                                | 546                                            |                                                |
| 1990                                           | 1990                                           |                                                | 543                                            | 146                                            |
| 1995                                           | 1995                                           |                                                | 527                                            | 146                                            |
| 2000                                           | 2000                                           |                                                | 517                                            | 146                                            |
| 2005                                           | 2005                                           |                                                | 487                                            | 146                                            |
| 2010                                           | 2010                                           |                                                | 503                                            | 145                                            |
| 2015                                           | 2015                                           |                                                | 534                                            | 147                                            |
| 2020                                           | 2020                                           |                                                | 533                                            | 174                                            |
|                                                |                                                |                                                |                                                |                                                |

## Byggnader
Mullhyttans kyrka uppfördes 1927 efter en insamling.  

## Evenemang
Tredje helgen efter midsommar varje år, arrangeras Mullhyttemarken, som lockar många besökare till orten.